# Cicurina paphlagoniae
Cicurina paphlagoniae là một loài nhện trong họ Dictynidae.
Loài này thuộc chi Cicurina. Cicurina paphlagoniae được Paolo Marcello Brignoli miêu tả năm 1978.